# Salmane ben Abdelaziz Al Saoud
Salmane ben Abdelaziz Al Saoud (arabe : سلمان بن عبد العزيز آل سعود, Salmān bin ʻAbd al-ʻAzīz Āl Saʻūd) ou, de manière plus courte, Salmane, né le 31 décembre 1935 à Riyad, est roi d'Arabie saoudite depuis le 23 janvier 2015.
Il est membre de la dynastie saoudienne et l'un des fils d'Ibn Séoud, le fondateur de l'Arabie saoudite, en 1932.
Gouverneur de Riyad pendant plus de cinquante ans, il est nommé ministre de la Défense d’Arabie saoudite en 2011 et prince héritier l'année suivante.
Il succède à son demi-frère Abdallah, en tant que roi, en 2015. Il est également Premier ministre de 2015 à 2022, fonction traditionnellement occupée par le monarque.
Âgé de 89 ans, il est l'un des plus vieux dirigeants du monde.

## Situation personnelle

### Origines et famille

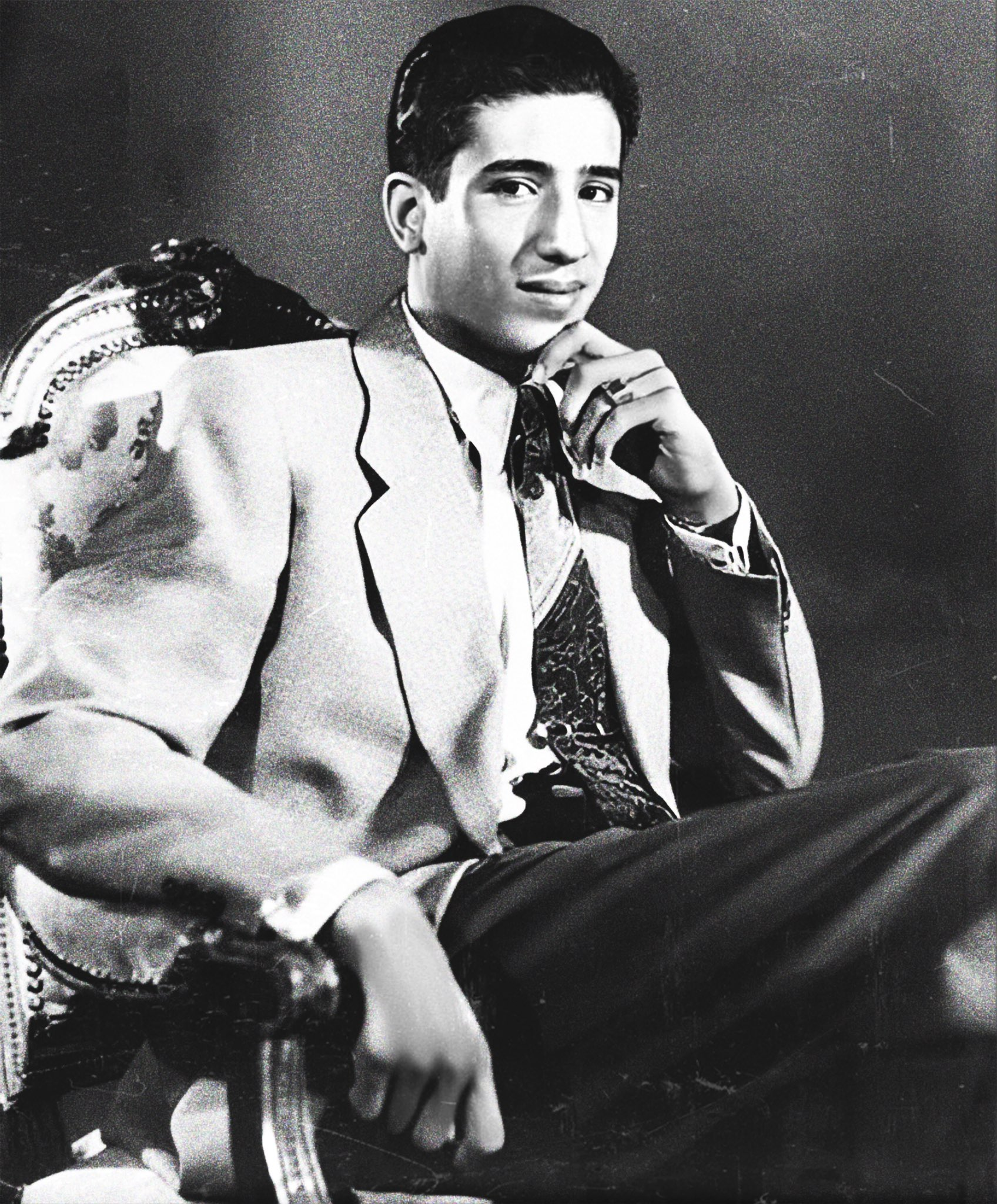
Salmane ben Abdelaziz Al Saoud dans sa jeunesse.

Salmane est le vingt-cinquième fils d'Abdelaziz ben Abderrahmane Al Saoud et le sixième des sept Soudayris, les fils de Hassa bint Ahmed Al Soudayri, dont font également partie le roi Fahd ainsi que les princes héritiers Sultan et Nayef. Les Soudayris sont considérés comme l'aile dure de la famille royale, alors que le clan du défunt roi Abdallah, leur demi-frère, est relativement plus modéré.

### Études et formation
Éduqué à l'École des princes (en) de Riyad, il étudie la religion et les sciences.
Il a été très proche de son frère Sultan qu'il a accompagné aux États-Unis lors de ses séjours médicaux, jusqu'à son décès.

### Mariages et descendance
Salmane a trois épouses et est le père de douze fils (dont deux sont morts) et d'une fille :
1. Sultana bint Tourki Al Soudayri (1940-2011), mère de :
  - Fahd ben Salmane (en) (1955-2001) ;
  - Sultan ben Salmane (né en 1956), le premier astronaute des pays arabes, est le ministre du tourisme officieux (en) puis président de l'Agence saoudienne de l'espace depuis 2018 ;
  - Ahmed ben Salmane (en) (1958-2002) ;
  - Abdelaziz ben Salmane ben Abdelaziz Al Saoud (en) (né en 1960), vice-ministre aux Affaires pétrolières[5] ;
  - Fayçal ben Salmane (en), (né en 1970), gouverneur de la province de Médine ;
  - la princesse Hassa bint Salmane (née en 1974).
2. Sarah bint Faisal Al Subai'ai, mère de :
  - Saoud.
3. Fahda bint Falah ben Sultan Al Hithalayn, mère de :
  - Mohammed ben Salmane (né en 1985) ministre de la Défense (janvier 2015-septembre 2022), vice-prince héritier (avril 2015-juin 2017) puis prince héritier (depuis le 21 juin 2017) et Premier ministre (depuis le 27 septembre 2022) ;
  - Turki ben Salmane (en), président de la société Saudi Research and Marketing Group qui édite l'influent journal panarabe Asharq al-Awsat qu'on dit directement contrôlé par Salmane[6] ;
  - Khaled ben Salmane (en), ambassadeur d'Arabie saoudite auprès des États-Unis (avril 2017[7] - février 2019), vice-ministre de la Défense (février 2019 - septembre 2022), ministre de la Défense (depuis septembre 2022) ;
  - Nayef ben Salmane ;
  - Bandar ben Salmane ;
  - Rakan ben Salmane.

## Courte carrière politique

### Gouverneur de la province de Riyad

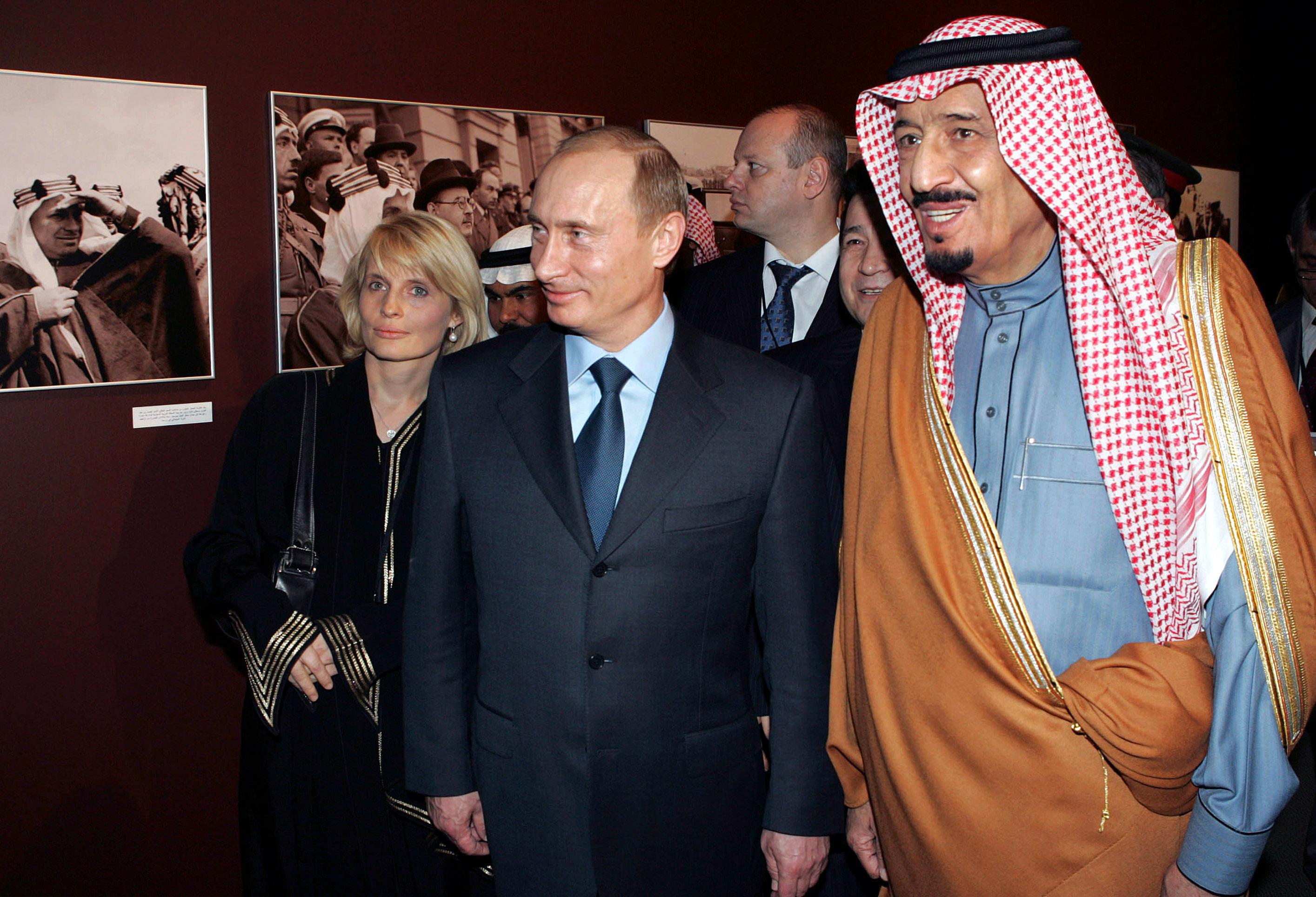
Salmane ben Abdelaziz et Vladimir Poutine en 2007.

Salmane est gouverneur de la province de Riyad de 1955 à 1960 puis de 1963 à 2011.

### Ministre de la Défense
Le 5 novembre 2011, il est nommé ministre de la Défense par son demi-frère le roi Abdallah. Il y remplace son frère Sultan, mort peu avant,. C'est le prince Fahd ben Abdallah ben Mohammed Al Saoud qui remplace Sultan au poste de ministre de l'Aviation.

## Prince héritier d'Arabie saoudite

### Mort de son frère et nomination
Son frère Nayef, prince héritier, meurt le 16 juin 2012 et le 18 juin, le Conseil d'allégeance choisit Salmane comme nouveau prince héritier. Il est aussi nommé vice-Premier ministre. Son autre frère Ahmed est nommé ministre de l'Intérieur.

### Proximité avec les conservateurs religieux
Dans le contexte politique saoudien, Salmane est généralement considéré comme traditionaliste, mais moins lié aux religieux ultraconservateurs que son frère Nayef.

## Roi d'Arabie saoudite

### Accession au trône
Il devient roi d'Arabie saoudite à 79 ans, à la suite du décès de son demi-frère Abdallah, le 23 janvier 2015. C'est le sixième fils du fondateur du Royaume, Abdelaziz ben Abderrahmane Al Saoud, décédé en 1953 à l'âge de 72 ans, à accéder au trône. Déjà âgé et souffrant de problèmes de santé multiples (il a été opéré en 2010 d'une hernie discale) et notamment de la maladie d'Alzheimer au moment de son accession au pouvoir, les observateurs étrangers s'attendent à un règne de transition. Il confère à son demi-frère Moukrine ben Abdelaziz Al Saoud, plus jeune des fils d'Abdelaziz Al Saoud, le titre de prince héritier. Ce dernier ne lui succède cependant pas au ministère de la défense qui est attribué au fils de Salmane, Mohammed ben Salmane.
La prise de fonction de Salmane marque le regain d'influence du clan des Soudayri dont fait partie le nouveau roi ainsi que ses frères défunts, Fahd (1921-2005), roi de 1982 à sa mort, Sultan (1928-2011), prince héritier de 2005 à sa mort et Nayef (1933-2012), prince héritier de 2011 à sa mort. C'est le fils de ce dernier, Mohammed ben Nayef Al Saoud qui est nommé héritier en second par le nouveau roi. Cette désignation marque le passage du pouvoir aux petits-fils d'Abdelaziz Al Saoud.

### Purge au sein de son clan
Arrivé au pouvoir, le nouveau roi évince les proches de son prédécesseur, limogeant deux de ses fils, le prince Michaal (gouverneur de la région de La Mecque) et le prince Turki (gouverneur de Riyad) ainsi que Khaled al-Twaijri (ancien chambellan de la cour), Bandar Ben Sultan (secrétaire général du Conseil de sécurité nationale) et le prince Khaled Ben Bandar (chef des renseignements). Ces décisions sont commentées comme étant une revanche, alors que le roi Abdallah avait, en 2014, essayé d'écarter des proches de Salmane. D'importantes nouvelles nominations ont également eu lieu, notamment à la tête des ministères des Affaires sociales, de la Culture et de l'Information, à la tête de la Bourse ainsi qu'à celle de la police religieuse. Une prime équivalente à deux mois de salaire est également versée aux employés du gouvernement (et dans une moindre mesure aux étudiants et retraités) pour garantir la paix sociale.

### Politique intérieure
En avril 2015, il procède à un nouveau remaniement en nommant son neveu Mohammed ben Nayef Al Saoud prince héritier, relevant de fait l'ancien prince héritier Moukrine ben Abdelaziz Al Saoud, un fait inédit dans l'histoire de la monarchie saoudienne. Son fils, Mohammed ben Salmane Al Saoud est nommé quant à lui héritier en second. À cette date, le roi et ses deux successeurs potentiels appartiennent donc au clan des Soudeyri. Le ministre des Affaires étrangères Saoud al-Fayçal Al Saoud, en poste depuis 1975, est pour sa part remplacé par Adel al-Joubeir, alors ambassadeur du royaume aux États-Unis. Ces décisions sont analysées comme une volonté du roi de rajeunir l'équipe dirigeante du pays.
Il est cité dans l'affaire des Panama Papers en avril 2016.
Le 21 juin 2017, à la surprise générale, le roi Salmane fait destituer son neveu Mohammed ben Nayef, prince héritier, pour le remplacer par son fils Mohammed ben Salmane (dit MBS), âgé de 31 ans, qui devrait donc succéder à son père, alors que depuis la destitution en 1964 de Saoud ben Abdelaziz, le trône était revenu successivement à l'un de ses frères.
Le 4 novembre 2017, le roi Salmane crée une commission anti-corruption dirigée par son fils Mohammed et déclenche une purge sans précédent qui voit l'arrestation de dizaines de princes, ministres et hommes d'affaires, officiellement pour renforcer la confiance dans l'État de droit et promouvoir les futurs investissements, mais qui concentre les principaux pouvoirs aux mains de son fils.
Le 27 septembre 2022, il nomme son fils et prince héritier Premier ministre, fonction qu'il occupait depuis son accession au trône et traditionnellement cumulée avec celle de roi par nombre de ses prédécesseurs.

### Politique étrangère

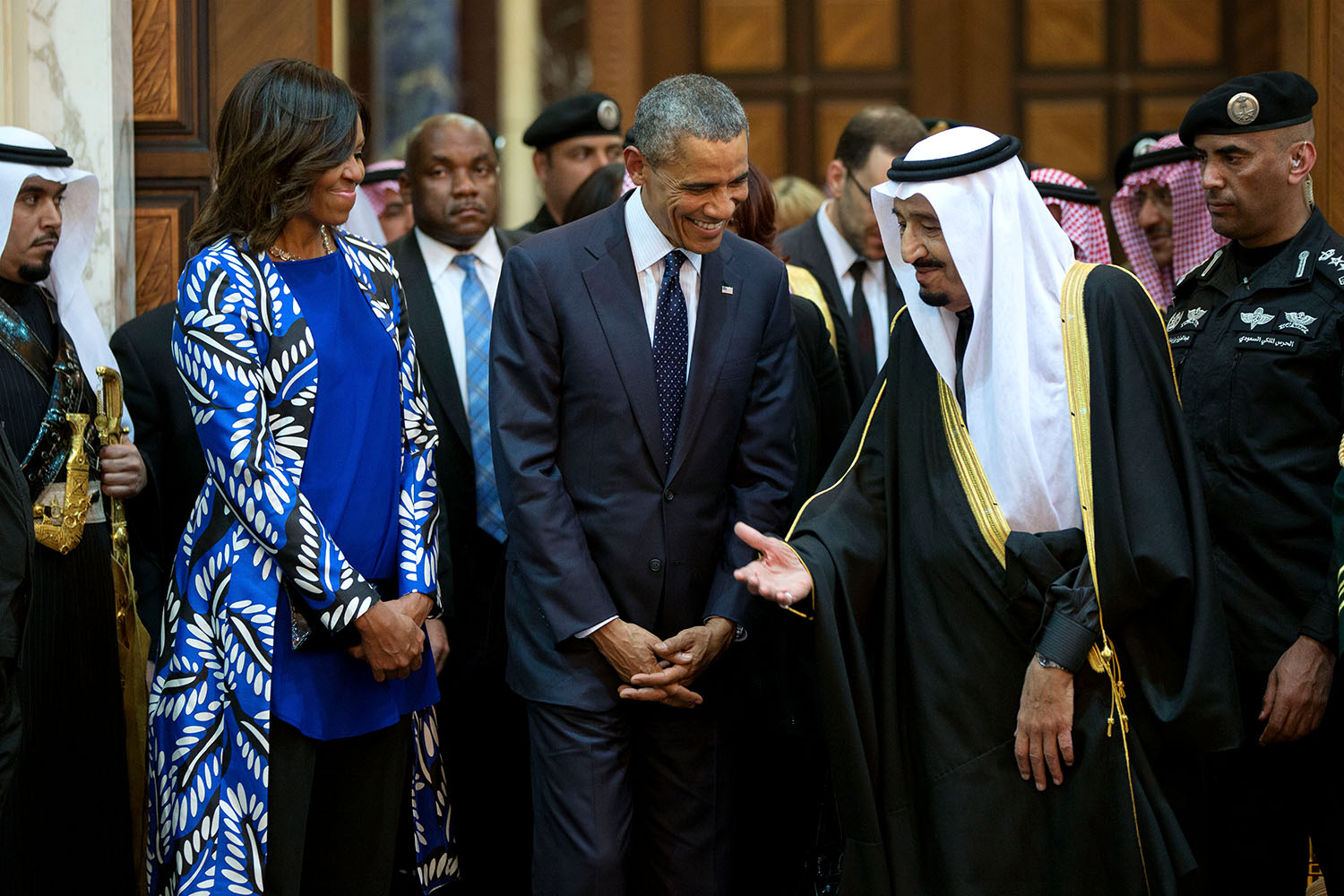
Le roi Salmane avec le président américain Barack Obama (2015).

La guerre menée par les troupes saoudiennes au Yémen, entre bombardements aériens et blocage des voies de ravitaillement, conduit à une épidémie de choléra et à une famine qui pourrait atteindre des « proportions bibliques ». D'après l'Organisation mondiale de la santé, pour le seul mois de mai 2017, plus de 500 personnes sont mortes du choléra et 65 000 autres infectées par l’épidémie. La famine aurait, quant à elle, laissée plus de 10 000 morts derrière elle et pourrait à terme concerner jusqu'à 19 des 27 millions d'habitants du pays, selon le secrétaire général adjoint des Nations unies Jan Egeland. Des ONG accusent par ailleurs l'Arabie saoudite de frapper leurs établissements.
En juin 2017, l'Arabie saoudite rompt ses relations diplomatiques et accords commerciaux avec le Qatar, qu'elle accuse de « soutien au terrorisme », notamment à Al-Qaida, à l’État islamique et aux Frères musulmans.

### Problèmes de santé
Le 30 juillet 2020, il subit une ablation de la vésicule biliaire, après avoir passé 10 jours à l'hôpital Roi-Fayçal de Riyad,. Le 8 mai 2022, le palais annonce dans un communiqué que le roi a été de nouveau hospitalisé à Riyad pour des « examens médicaux », sans préciser la nature de ces derniers.

### Succession
Lorsque Salmane accède au trône à la mort de son frère Abdallah en 2015, c'est son demi-frère Moukrine ben Abdelaziz Al Saoud qui devient prince héritier et vice-Premier ministre. Il est cependant remplacé le 29 avril suivant à ces postes par son neveu, alors prince héritier en second, Mohammed ben Nayef Al Saoud . Officiellement, Moukrine lui-même a demandé à « être relevé de ses fonctions de prince héritier ». C'est la première fois dans l'histoire de l'Arabie saoudite qu'un prince héritier est écarté de la succession. Cette désignation marque le passage du pouvoir aux petits-fils d'Abdelaziz Al Saoud. Le 21 juin 2017, Nayef est évincé de toutes ses fonctions par le roi Salmane qui nomme par décret son fils Mohammed ben Salmane nouveau prince héritier,,. Après la mort du roi, c’est donc lui qui devrait lui succéder. Depuis quelques années, ce dernier remplace fréquemment son père lors d’évènements publics en raison des problèmes de santé du roi, mais aussi de son grand âge.

## Polémiques

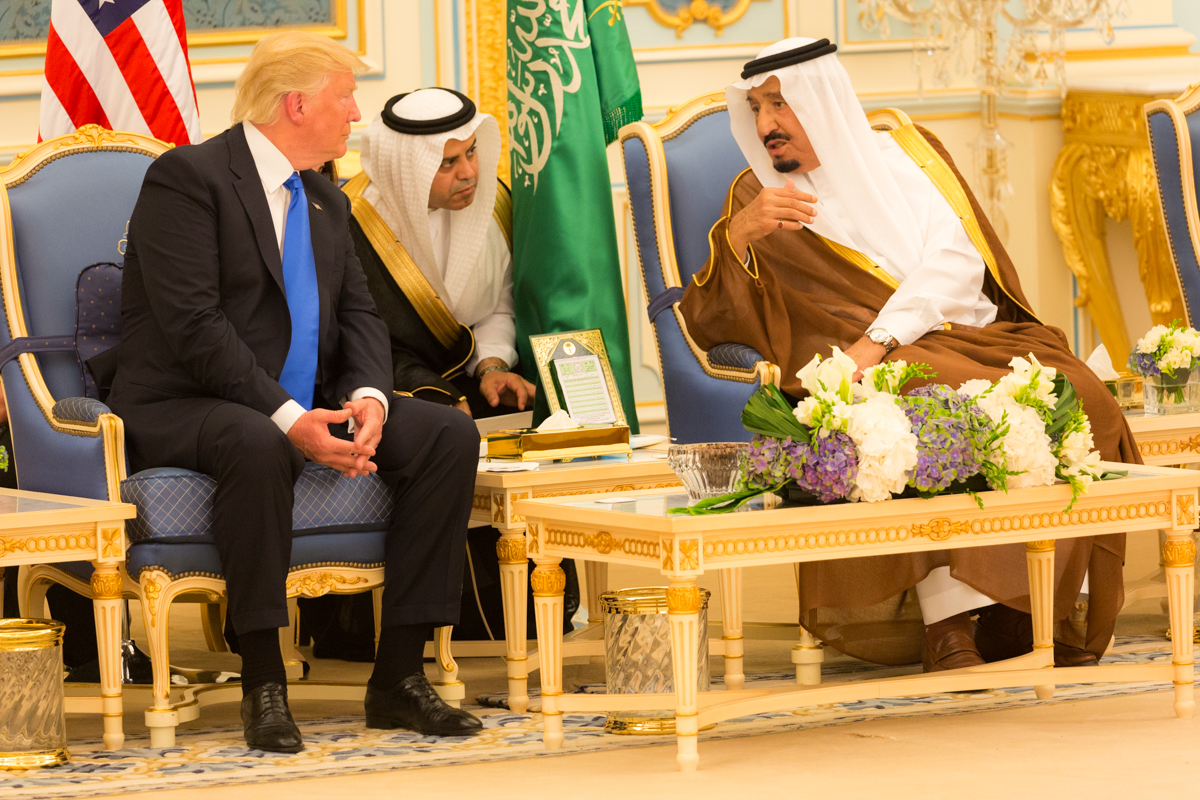
Le roi Salmane avec le président américain Donald Trump à Riyad le 20 mai 2017.

Il possède le château de l'Horizon, situé à Vallauris en France. À l'été 2015, sa venue sur place donne lieu à une polémique car ses services ont fait couler une dalle de béton sur la plage de la Mirandole afin d'installer un ascenseur. Une grille est par ailleurs posée afin d'interdire l'accès à la plage, avant que la mairie n'intervienne et arrête les travaux. Une rénovation du château est effectuée. La maire de Vallauris et un élu écologiste s'opposent aux restrictions demandées par le roi. La polémique prend une envergure nationale en France, alors qu'est révélé qu'une femme CRS aurait été écartée du dispositif de sécurité à la demande des Saoudiens, ce que le préfet dément. Un policier en faction est renversé par une voiture de la délégation saoudienne.

## Décorations et distinctions
Salmane ben Abdelaziz Al Saoud possède de nombreux titres et grades militaires honoraires, est le souverain de nombreux ordres dans son royaume et a reçu des distinctions et des honneurs dans le monde entier dont
- Grand-croix de l'ordre de Bonne Espérance (2016)[36]  Afrique du Sud

- Collier de l'ordre du Cheikh Issa ben Salmane Al Khalifa (en) (2016)[37]  Bahreïn
- Collier de l'ordre de Bangladesh (2018)[38]  Bangladesh
- Collier de l'ordre de la Couronne (2017)[39]  Brunéi
- Grand cordon de l'ordre de la Grande Étoile de Djibouti (2015)[40]  Djibouti
- Collier de l'ordre du Nil (2016)[41]  Égypte
- Collier de l'ordre de Zayed (2016)[42]  Émirats arabes unis

- Grand-croix de l’ordre du Mérite civil (1974)[43]  Espagne
- Grand-croix de l'ordre de national du Mérite (2016)[44]  Guinée
- Grand cordon de l'ordre de l'Étoile de la république d'Indonésie (en) (2017)[45]  Indonésie
- Grand cordon de l'ordre du Chrysanthème (2017)[46]  Japon
- Collier de l'ordre d'Hussein (2017)[47]  Jordanie
- Collier de l'ordre de l'Aigle d'or de Kazakhstan (en) (2022)  Kazakhstan
- Collier de l'ordre de Mubarak le Grand (en) (2017)  Koweït
- Collier de l'ordre du Koweït (en) (2016)[48]  Koweït
- Collier de l'ordre de la Couronne du Royaume (2017)  Malaisie
- Grand cordon de l'ordre du Défenseur du Royaume (1982)[49]  Malaisie
- Collier de l'ordre de Souveraineté (2016)[50]  Maroc
- Grand-croix l'ordre du Ouissam alaouite (1987)[35]  Maroc
- Collier de l'ordre de l'Aigle aztèque (2016)[51]  Mexique
- Grand-croix de l’ordre du Niger (2015)[52]  Niger
- Collier de l'ordre d'Oman (2021)  Oman
- Collier de l'ordre du Nishan-e-Pakistan (en) (2015)[53]  Pakistan
- Collier de l'ordre de l'État de Palestine (2015)[54]  Palestine
- Grand-croix de l’ordre national du Lion (2015)[55]  Sénégal
- Grand cordon de l'ordre national du Mérite (1999)[35]  Sénégal
- Collier de l'ordre de la république de Sierra Leone (en) (2017)[56]  Sierra Leone
- Grand cordon de l'ordre de la République tunisienne (2019)[57]  Tunisie
- Collier l'ordre de la République (2016)[58]  Turquie
- Grand cordon de l'ordre de la République (2001)[35]  Yémen
- Collier de l'ordre du prince Iaroslav le Sage (2017)[59]  Ukraine
- Grand officier de l'ordre national du Mérite du Togo (1978)[60]